# 안제이 그웡프
안제이 그웡프(폴란드어: Andrzej Głąb, 1966년 11월 10일~)는 폴란드의 전직 레슬링 선수이다. 1988년 하계 올림픽 그레코로만형 라이트플라이급에서 은메달을 획득했다.